# إلينور سي. دونيلي
إلينور سي. دونيلي (بالإنجليزية: Eleanor C. Donnelly)‏ (6 سبتمبر 1838، فيلادلفيا في الولايات المتحدة - 30 أبريل 1917)؛ كاتِبة وشاعرة أمريكية.